# Park Kulturowy Ośmiu Błogosławieństw w Sierakowicach

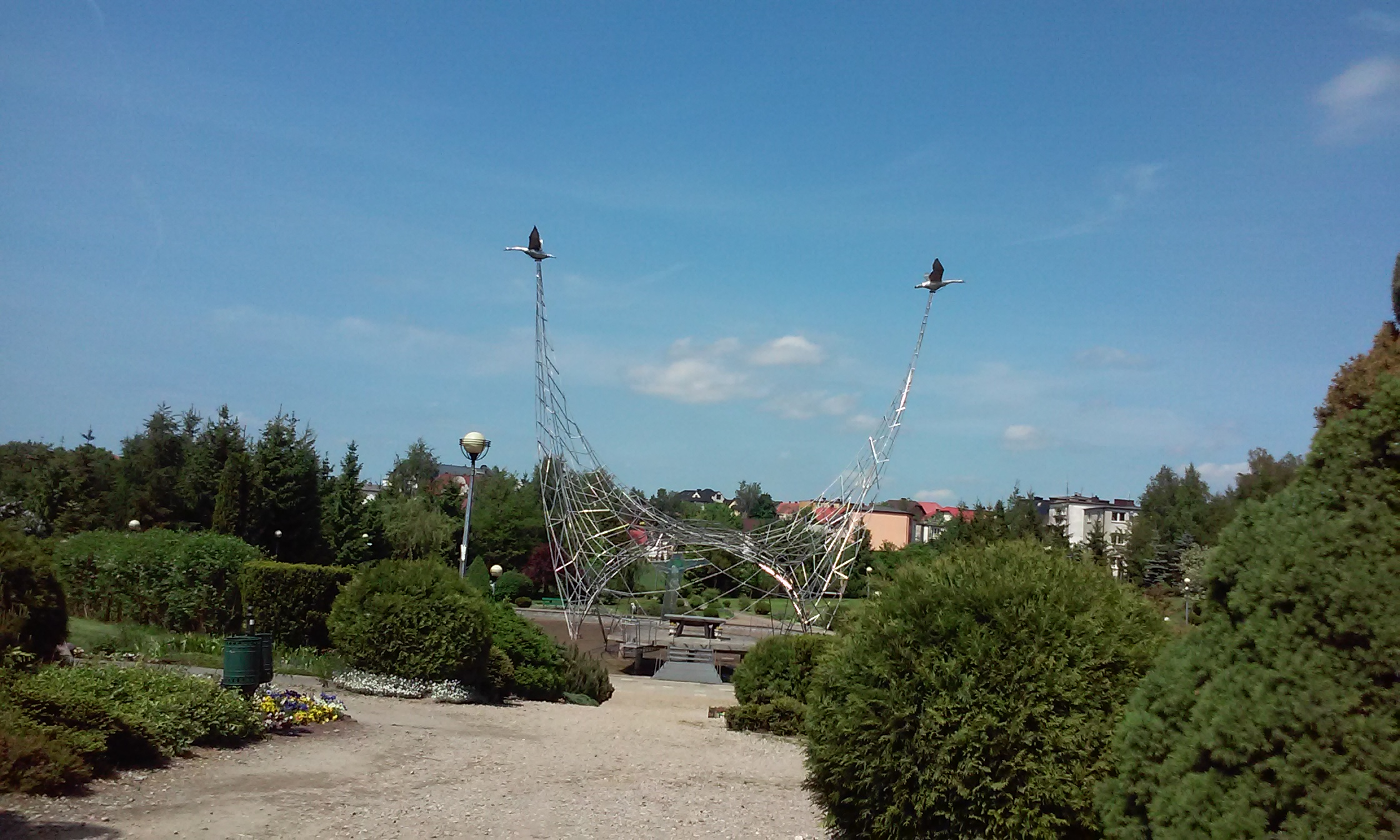
Ołtarz papieski w Sierakowicach

Park Kulturowy Ośmiu Błogosławieństw w Sierakowicach – park kulturowy utworzony w 2006 roku uchwałą Rady Gminy Sierakowice w województwie pomorskim, obejmujący teren zieleni i kilka obiektów związanych z religią katolicką w Sierakowicach, wśród nich ołtarz papieski z 1999 roku z Pelplina, do którego nawiązuje w nazwie.

## Charakterystyka

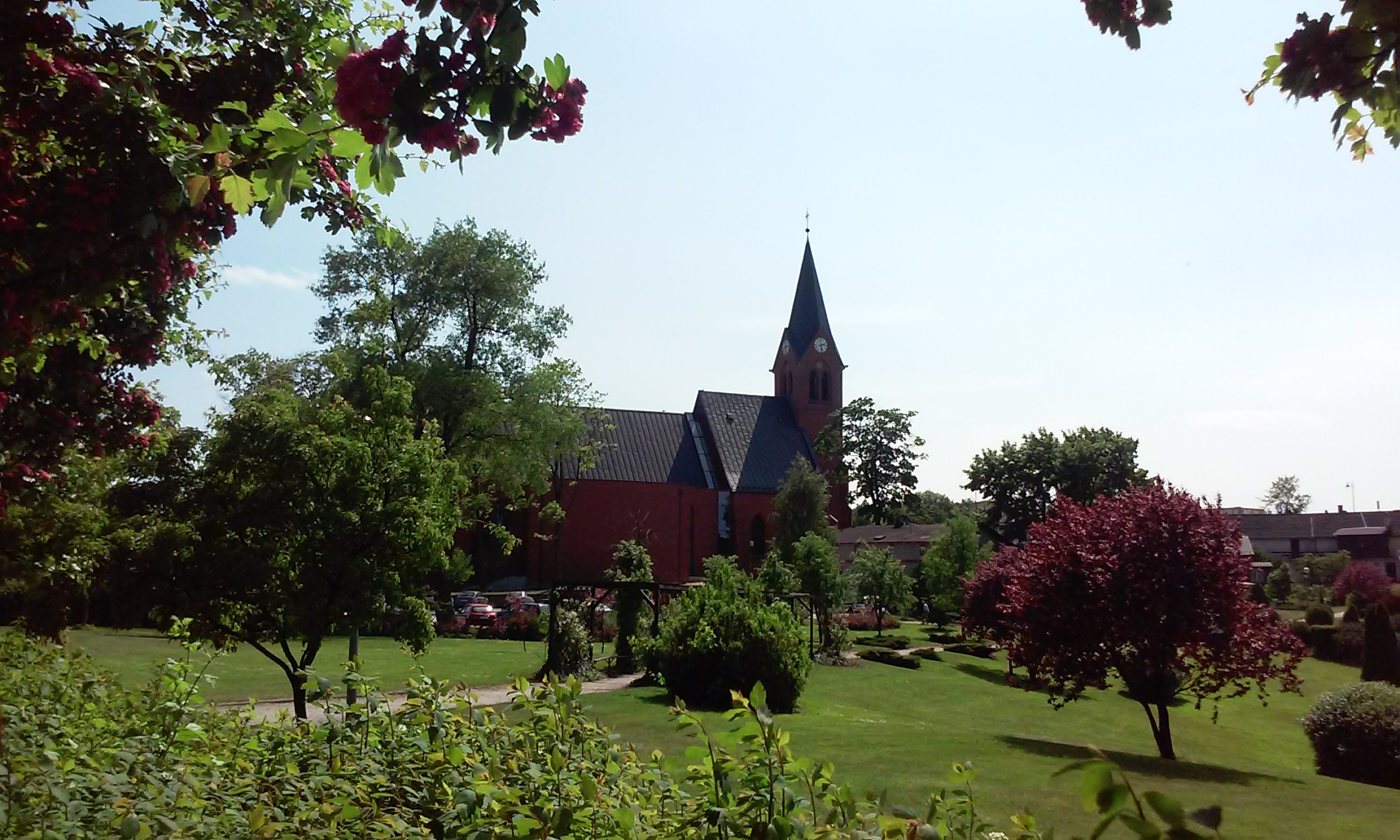
Kościół św. Marcina (parafialny)

Park Kulturowy Ośmiu Błogosławieństw łączy elementy przyrodnicze, architektoniczne i sakralne. Ma dawać osobom odwiedzającym możliwość spaceru, podziwiania architektury i zieleni, a zarazem zachęcać do zadumy, refleksji i kontemplacji. Nazwa parku nawiązuje do myśli przewodniej VII pielgrzymki św. Jana Pawła II do Polski w 1999 roku, którą było rozważanie Ośmiu Błogosławieństw. Kanwą homilii papieża w Pelplinie 6 czerwca, były słowa: Błogosławieni ci, którzy słuchają słowa Bożego i zachowują je (Łk 11,28).

## Elementy parku

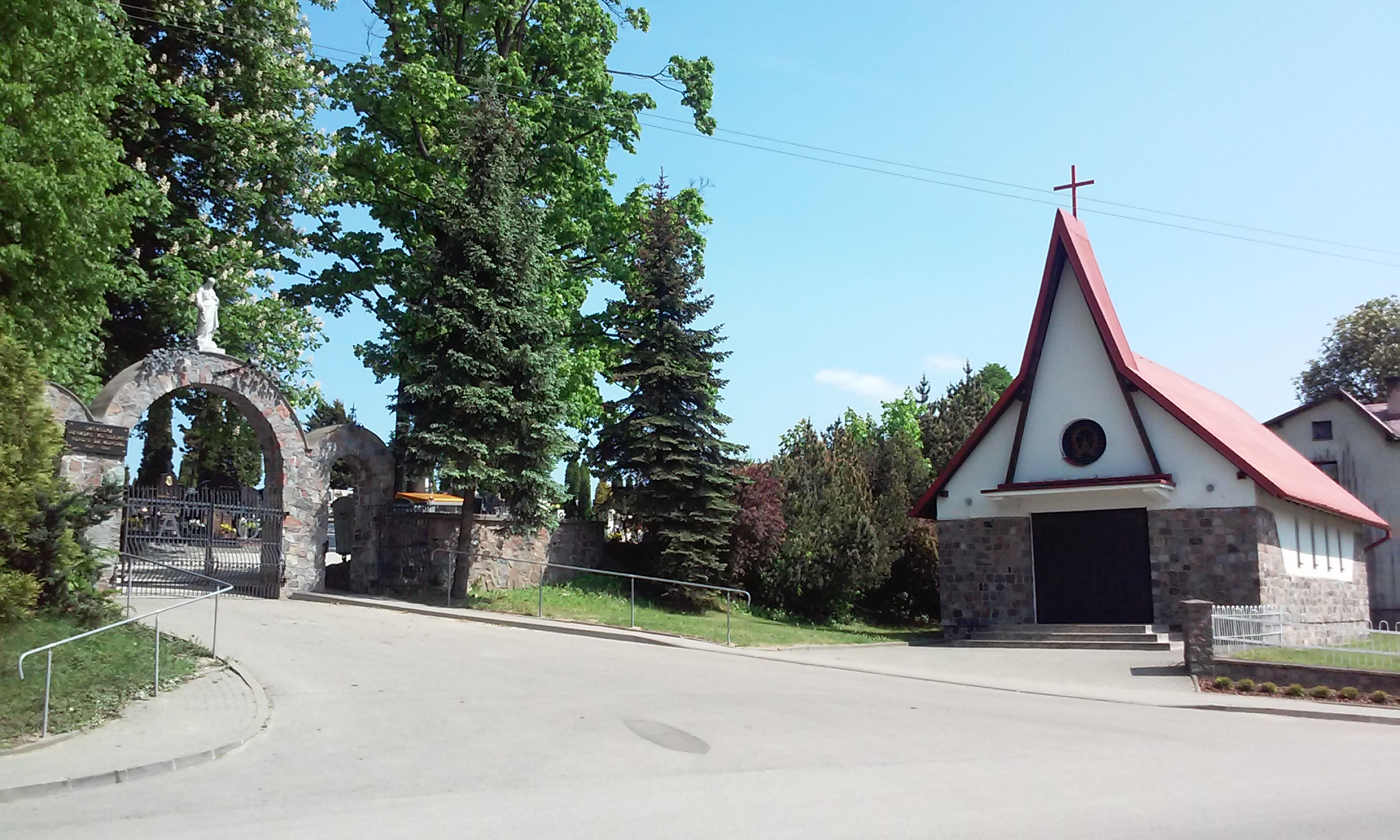
Brama i kaplica cmentarna

- ołtarz papieski z Pelplina, 1999, z dodatkowymi elementami
- zabytkowy kościół św. Marcina w Sierakowicach (drewniany), 1820–1822
- parafialny kościół św. Marcina w Sierakowicach (ceglany), 1903–1904, 2010–2011
- zabytkowy cmentarz, początek XIX wieku
- grobowiec rodziny Łaszewskich, dawnych właścicieli Sierakowic, XIX wiek
- organistówka
- kapliczka Najświętszej Maryi Panny dla upamiętnienia ofiar II wojny światowej
- pomnik ks. Bernarda Sychty
- park zieleni

## Ołtarz papieski
Centralne miejsce w Parku Ośmiu Błogosławieństw zajmuje ołtarz papieski na terenie parku zieleni. Został on zaprojektowany przez artystę rzeźbiarza Jarosława Wójcika z Sierakowic. Gmina Sierakowice poniosła znaczną część kosztów budowy tego ołtarza w zamian za gwarancję jego powrotu do Sierakowic. Według autora projektu, koncepcja ołtarza wyraża trzy aspekty: symbol sieci jako Królestwa Bożego (Mt 13,47), trud pielgrzymowania Jana Pawła II, aby nawracać i łowić ludzi dla Boga (Łk 5,10), sieć jako podstawowe narzędzie rybaków i najlepszy symbol Pomorza, a jednocześnie osobiste wezwanie dla każdego: Pójdźcie za mną, a uczynię was rybakami ludzi (Mt 4,19). Sieci unoszone są przez duże ptaki: łabędzie lub dzikie gęsi. Rozpostarte przez ptaki sieci nad stołem ołtarzowym tworzą kaplicę, stanowiącą centrum ołtarza. Ołtarz Papieski jest ponadto wotum dziękczynnym za dwa tysiące lat chrześcijaństwa w świecie oraz tysiąc w Polsce i na Pomorzu.
W pobliżu ołtarza papieskiego, który jest otoczony przez staw, znajdują się: pamiątkowy krzyż - obelisk, tablica pamiątkowa, pomnik w kształcie telebimu z wizerunkiem św. Jana Pawła II, "dąb papieski" posadzony 11 listopada 2003 roku. Teren parku ma kształt amfiteatru i odbywają się w nim imprezy plenerowe. 3 maja 2001 roku odprawiona tu została pierwsza msza przy tym ołtarzu, a po niej odbył się Pierwszy Kaszubski Festiwal Pieśni Religijnej i Ludowej.

## Galeria fotografii

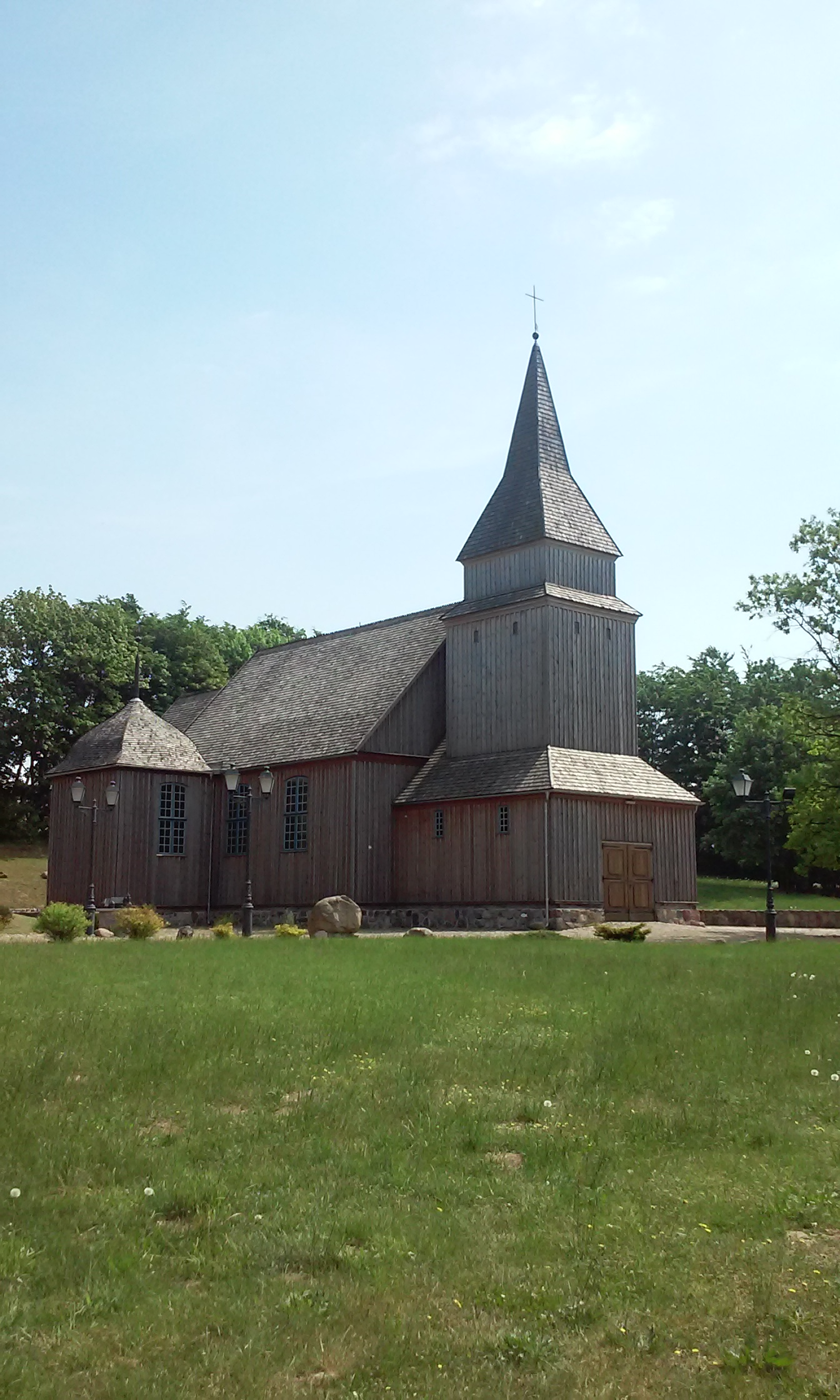
Zabytkowy drewniany kościół św. Marcina z lat 1820-1822
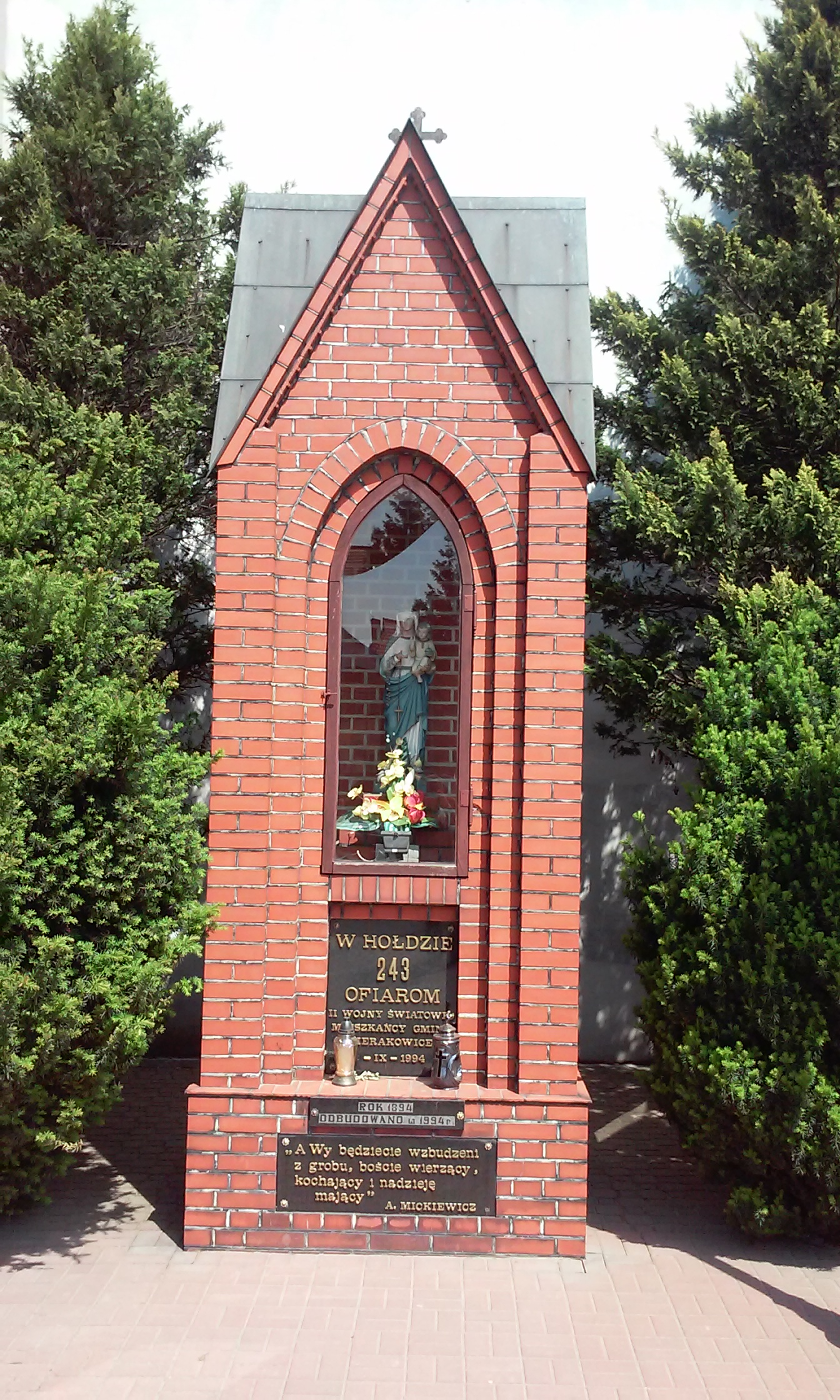
Kapliczka NMP ku pamięci ofiar II wojny światowej z gm. Sierakowice
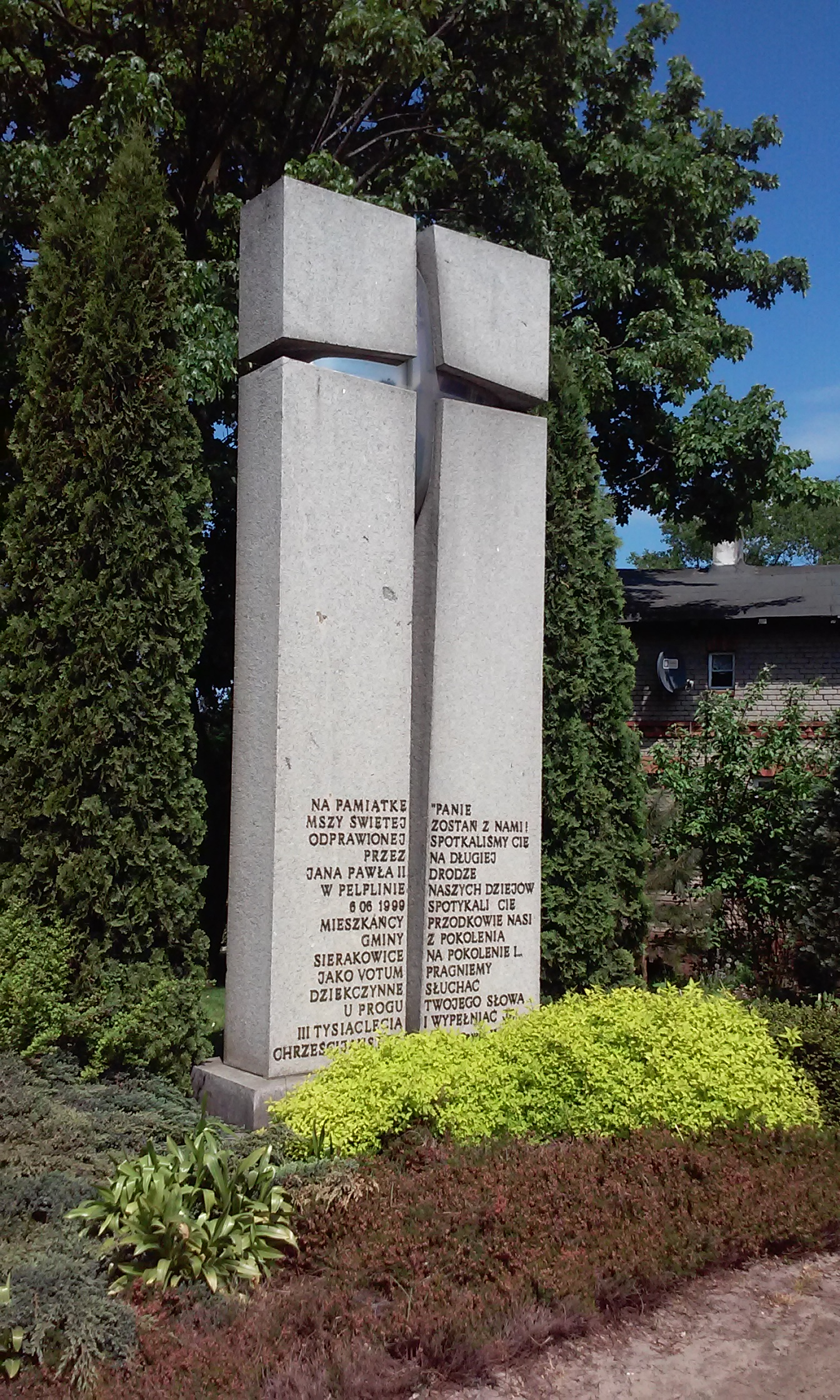
Krzyż-obelisk na pamiątkę mszy papieskiej w 1999 i Milenium
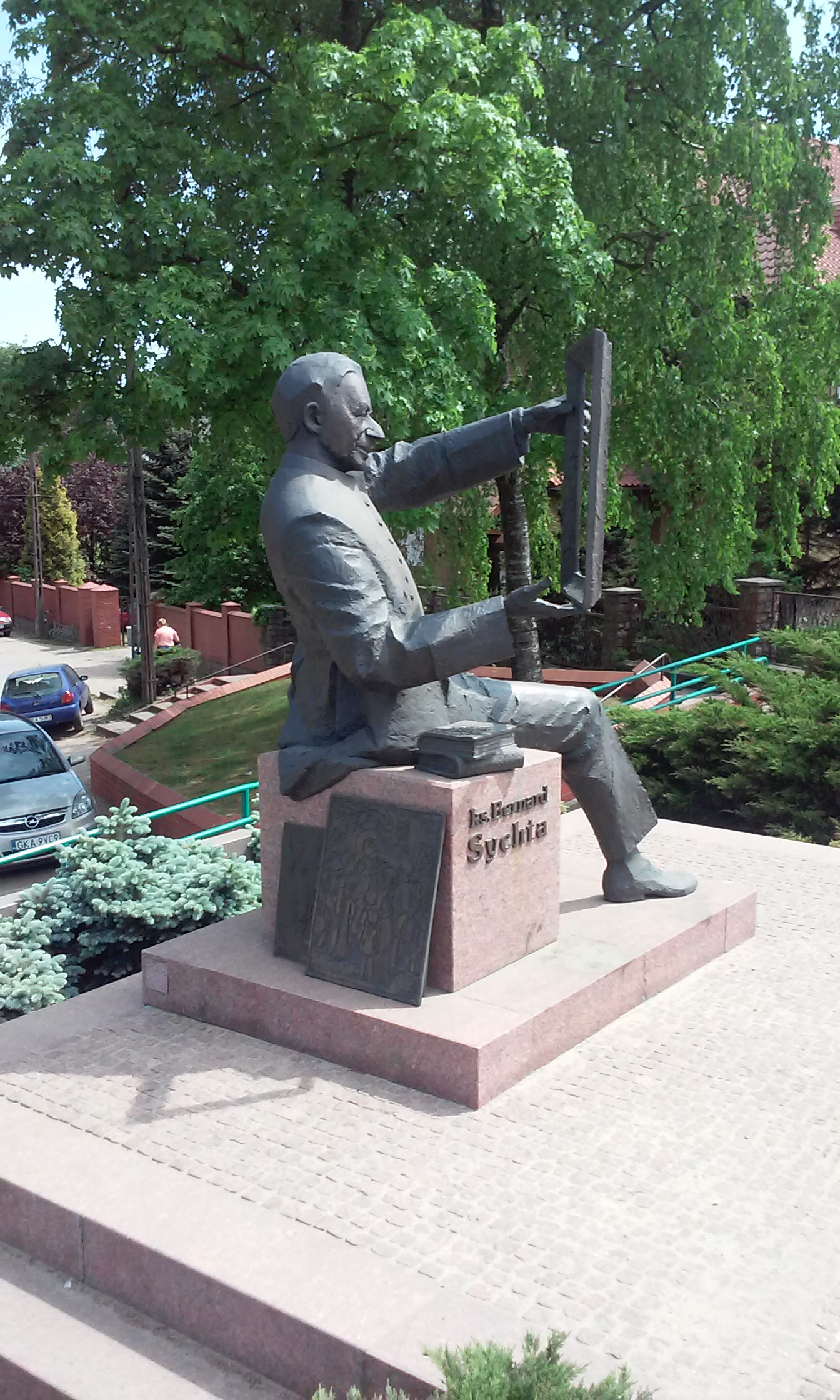
Pomnik ks. Bernarda Sychty
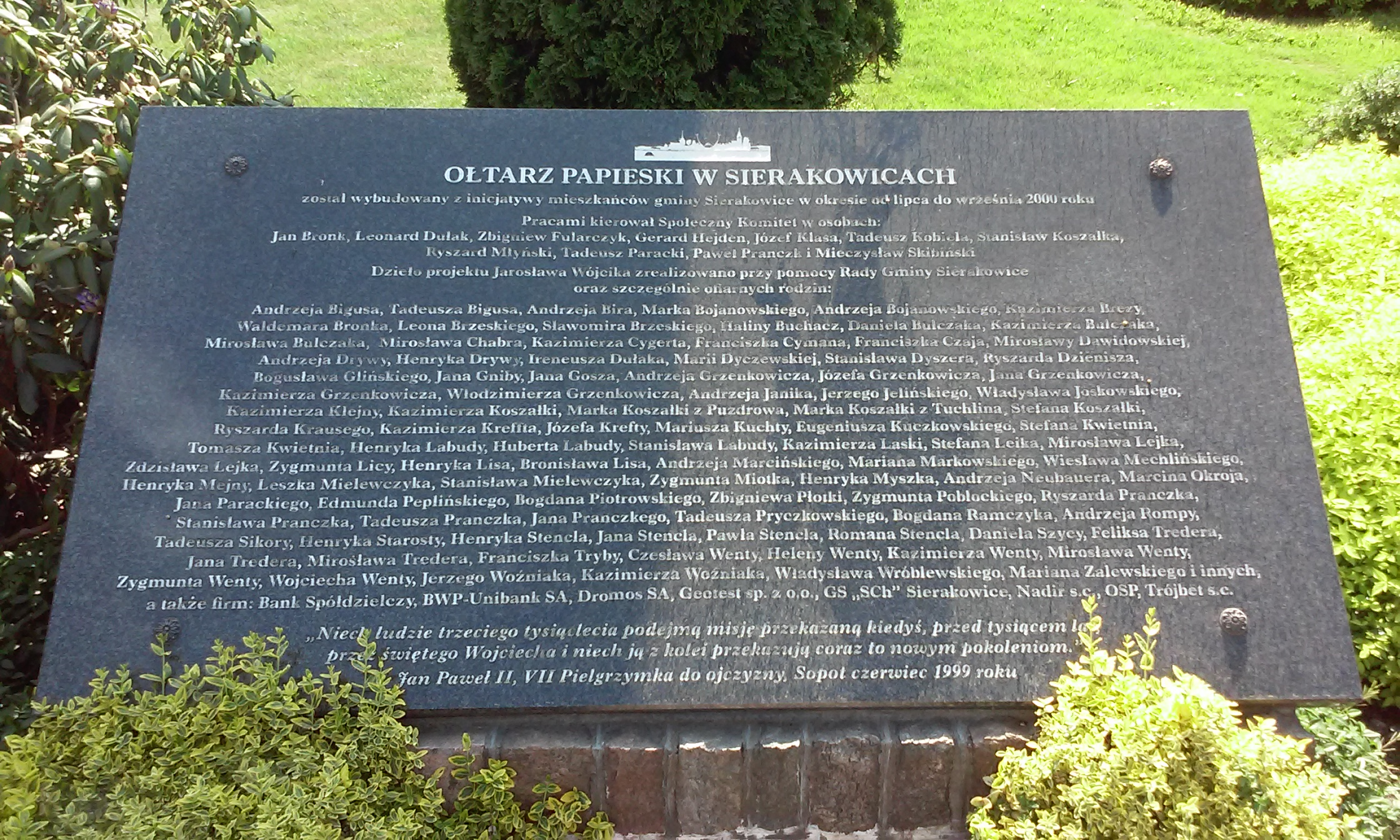
Tablica fundatorów ołtarza papieskiego
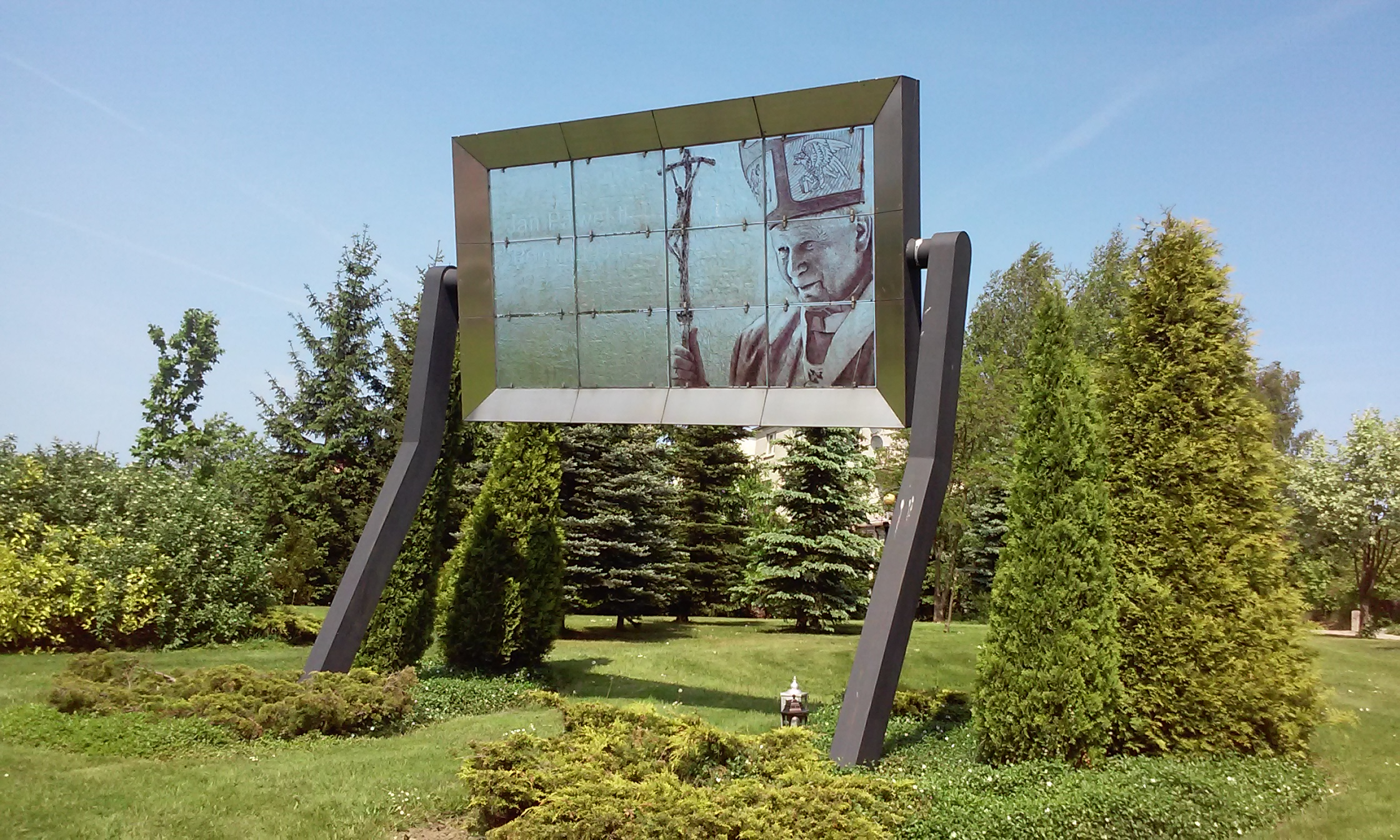
Pomnik-telebim św. Jana Pawła II